# João Lourenço
João Manuel Gonçalves Lourenço, född 5 mars 1954 i Lobito, är en angolansk general och politiker. Han var generalsekreterare för MPLA mellan åren 1998 och 2003 och blev försvarsminister 2014.
Lourenço valdes till Angolas tredje president den 23 augusti 2017.

## Biografi
João Lourenço är son till João Lourenço Sequeira, Malange och sjuksköterskan Josefa Gonçalves Lourenço Cipriano, Namibe. Han föddes i Lubito och gick i grundskolan i provinsen Bié, där hans far var statstjänsteman. Hans far satt tre år i fängelset São Paulo i Luanda, för att ha deltagit i hemlig politisk verksamhet. Lourenço studerade vidare på Industriella Institutet i Luanda. 1978 reste Lourenço till Sovjetunionen och studerade historia och fortsatte sin militärutbildning. Förutom portugisiska talar han ryska och spanska. Han är gift med Ana Afonso Dias Lourenço och far till sex barn.

## Militär karriär
Efter Nejlikerevolutionen i Lissabon sökte Lourenço militärtjänst i Ponta Negra, Namibe i augusti 1974. Han deltog i strider i Kabinda, utbildades till artilleriofficer och gick med i MPLA. Efter militärutbildning i Sovjetunionen återvände han 1982 och deltog i det angolanska inbördeskriget.

## Politisk karriär
Lourenços valprogram, biografi och politiska ämbeten presenterades i tidningen Journal de Angola den 4 februari 2017.

### Politiska ämbeten
- 1984-1987 Guvernör i Moxico
- 1987-1990 Guvernör i Benguela
- 1990-1992 – Försvarsminister
- 1992-1997 – Informationssekreterare i MPLA
- 1993-1998 – MPLA:s gruppledare i Angolas nationalförsamling
- 1998-2003 - MPLA:s generalsekreterare
- 1998-2003 - ordförande i konstitutionsutskottet
- 2003-2014 - Första vice ordförande i nationalförsamlingen